# Trần Văn Quang
Trần Văn Quang (Distretto di Nghi Lộc, 1917 – Hanoi, 3 novembre 2013) è stato un generale vietnamita dell'Esercito popolare vietnamita. Fu vice-capo di stato maggiore dell'Esercito popolare vietnamita e vice-ministro della difesa del Vietnam, Durante la Battaglia di Dien Bien Phu era capo del dipartimento delle operazioni dei Viet Minh.

## Biografia
Quang nacque nel 1917, figlio di Trần Văn Năng un confucianista che era stato incarcerato dalle autorità coloniali francesi per sei mesi. Il suo fratello maggiore era Trần Văn Tăng, un insegnante e un rivoluzionario membro del Partito Rivoluzionario del Nuovo Vietnam, anche lui era stato incarcerato dei francesi e morì in prigione. Il suo secondo maggiore era Trần Văn Cung, anche lui rivoluzionario che fu segretario della prima cellula comunista in Vietnam. Il suo fratello minore era Trần Văn Bành, colonnello dell'Esercito popolare vietnamita.
Quang aderì al Partito Comunista Indocinese nel 1936. Tra il 1938 e il 1939, fu uno dei leader comunisti a Saigon e Chợ Lớn. Fu incarcerato dai francesi nel 1939, ma riuscì a evadere nell'ottobre 1940 e andò a Nghe An. Nell'aprile 1941, fu di nuovo catturato e condannato al carcere a vita. Nel giugno 1945, fu nuovamente scarcerato.
Tra il novembre 1946 e il luglio 1947, Quang fu commissario della 5ª interregione (che includeva 11 provincie della costa centrale del nord). Tra il 1948 e il 1949 Quang ricoprì il ruolo di comandante militare e commissario della Provincia di Binh-Tri-Thiên. Nel maggio 1950, quando fu costituita la 304ª divisione dell'Esercito popolare vietnamita, Quang ne divenne commissario politico.
Nel 1958 fu promosso a Maggior generale e vice-capo di stato maggiore. Nel 1961 fu inviato nel Vietnam del Sud e divenne membro del comitato esecutivo centrale del Partito Rivoluzionario Popolare del Vietnam, sezione che si occupava degli affari militari. Nel 1965 divenne il comandante e commissario politico della 4ª regione militare, rimanendo in carica fino al 1973.
Nel 1974 fu promosso Tenente generale, e divenne nuovamente vice-capo di stato maggiore per un secondo periodo. Tra il 1978 e il 1981, Quang fu il comandante del 678º corpo e commissario della forza volontaria vietnamita in Laos.
Quang fu vice-ministro della difesa del Vietnam tra il 1981 e il 1982 e nel 1984 fu promosso a Colonnello generale rimanendo in servizio fino al 1992, anno in cui andò in pensione. Quang è morto il 3 novembre 2013 ad Hanoi.